# Farigia lantana
Farigia lantana är en fjärilsart som beskrevs av William Schaus 1939. Farigia lantana ingår i släktet Farigia och familjen tandspinnare. Inga underarter finns listade i Catalogue of Life.